# Giacomo Mattei
Il conte Giacomo Mattei (Barbara, 4 dicembre 1813 – Pesaro, 25 marzo 1886) è stato un politico italiano.

## Biografia
Nasce dall'unione del padre Filippo con la madre Teresa Gabianelli. Si sposa con Zamira Tettamanzi che muore in Firenze il 21 giugno 1871. È sindaco di Pesaro dal gennaio 1874 al novembre 1876. Ricopre inoltre varie cariche politiche e amministrative: presidente del Consiglio provinciale di Pesaro, membro della Deputazione provinciale di Pesaro, consigliere provinciale di Pesaro, Regio commissario di Senigallia (1860), Presidente della Camera di commercio e arti di Pesaro e Urbino (1863-1876), Presidente della Cassa di risparmio di Pesaro, Intendente generale dei principi Castelbarco Albani, Presidente dell'Accademia Agraria in Pesaro.

## Elezioni
Venne eletto deputato nei collegi di Senigallia e Cagli nella VIII, X, XI e XII legislatura del Regno d'Italia.
- VIII: eletto nel ballottaggio del 3 febbraio 1861 nel collegio di Senigallia (Ancona), con voti 196 su 205 votanti.
- X: eletto nel ballottaggio del 17 marzo 1867 nel collegio di Cagli (Pesaro e Urbino), con voti 266 su 379 votanti.
- XI: eletto nel ballottaggio del 27 novembre 1870 nel collegio di Cagli (Pesaro e Urbino), con voti 163 su 240 votanti.
- XII: eletto nell'ballottaggio del 15 novembre 1874 nel collegio di Cagli (Pesaro e Urbino), con voti 229 su 232 votanti.

Viene nominato senatore del Regno d'Italia il 28 febbraio 1876, avendo come relatore Luigi Agostino Casati, la convalida e il giuramento hanno luogo il 10 marzo 1876.